# Парламентські вибори в Польщі 1993
Парламентські вибори в Польщі 1993 року – вибори до Сейму та Сенату, призначені Президентом Республіки Польща Лехом Валенсою 19 вересня 1993 року; були написані внаслідок розпорядження Президента про розпуск Сейму 31 травня 1993 року. Вибори завершилися перемогою груп, об’єднаних у коаліцію Ліводемократичного альянсу (на чолі з SdRP), яка утворила коаліцію з Польською селянською партією, яка посіла 2 місце (її президент Вальдемар Павляк став прем’єр-міністром).

## Становище парламенту
З 31 травня 1993 року до дня виборів (перше засідання новообраного Сейму відбулося 14 жовтня 1993 року) Республіка Польща не мала ні Сейму, ні Сенату. Відповідно до конституційних положень свої функції виконували маршалок сейму, маршалок сенату та підмаршалки.

## Постанова
Вибори проводилися на основі нового виборчого закону, оскільки попередній закон 1991 року вважався несприятливим . Прийняття нового розпорядження підтримали більшість депутатських клубів. Робота над проектом закону була завершена в лютому 1993 р. 15 квітня Сейм прийняв закон. У травні Сенат вніс поправки, деякі з яких були прийняті Сеймом . 1 червня Лех Валенса підписав новий виборчий закон. Новий закон запровадив бар’єрні пороги для партій (5%) та коаліцій (8%), а метод підрахунку голосів було змінено з методу Сент-Лаґе на метод Д’Ондта. Розпорядження також передбачало збільшення кількості округів з 37 до 52, що призвело до скорочення кількості мандатів в окрузі. Ордонанс передбачав 6-, 5-, 4- та 3-мандатні округи  . На виборах до Сейму 391 депутат обирався в округах за пропорційною системою. Місця розподілялися за методом Д'Ондта між комітетами, які набрали не менше 5%, а у випадку коаліційних виборчих комітетів (ВКК) – 8% голосів. Виборчі комісії організацій національних меншин були звільнені від цього порогу. Решта 69 місць були заповнені за загальнодержавними списками, порядок кандидатур у яких визначали самі комітети  . Місця в цих списках були розподілені пропорційно за методом Д'Ондта; їх могли отримати комітети, які набрали не менше 7% голосів. Місця отримували депутати з найвищих позицій за списками, за винятком обраних в округах.
|  | Список № | Виборча комісія                            | Лідер | Лідер                  | Передвиборчі гасла                                                              |
|  | -------- | ------------------------------------------ | ----- | ---------------------- | ------------------------------------------------------------------------------- |
|  | 1        | Договір центру                             |       | Ярослав Качинський     | Бог дав нам номер 1; '</br> Польща! Час змін                                    |
|  | 2        | Католицький виборчий комітет "Батьківщина" |       | Веслав Хшановський     |                                                                                 |
|  | 3        | Польська Народна Партія - Народна Згода    |       | Габріель Яновський     |                                                                                 |
|  | 4        | Конфедерація Незалежної Польщі             |       | Роберт Мочульскі       |                                                                                 |
|  | 5        | Союз демократичних лівих сил               |       | Олександр Кваснєвський | Це не повинно тривати так; У нас однакові біди, подолаємо їх разом!; SLD на 5   |
|  | 6        | Польська селянська партія                  |       | Вальдемар Павляк       | Польщі потрібен господар; Годують, боронять, господарюють; 6 найбільша перемога |
|  | 7        | Ліберально-демократичний конгрес           |       | Дональд Туск           | Мільйон нових робочих місць; Без паролів, лише факти                            |
|  | 8        | Солідарність                               |       | Маріан Кшаклевський    |                                                                                 |
|  | 9        | Демократична унія                          |       | Тадеуш Мазовецький     | Економіка перш за все!                                                          |
|  | 10       | Позафракційний Блок підтримки реформ       |       | Анджей Олеховський     |                                                                                 |
|  | 11       | Унія праці                                 |       | Річард Бугай           |                                                                                 |
|  | 12       | Унія реальної політики                     |       | Януш Корвін-Мікке      |                                                                                 |
|  | 15       | Рух за Республіку                          |       | Ян Ольшевський         |                                                                                 |
|  | 17       | Партія X                                   |       | Станіслав Тимінський   |                                                                                 |
|  | 19       | Самооборона Республіки Польща              |       | Ендрю Леппер           | Можливо, так має бути краще                                                     |

## Передвиборча кампанія
Виборча кампанія проходила в атмосфері зміщення суспільних настроїв уліво. Більшість суспільства звинуватила в хаосі та бідності уряди Солідарності. За два роки змінилося співвідношення людей, які оцінюють « Солідарність » позитивно та негативно. З іншого боку, зменшилася кількість людей, які негативно ставляться до Польської об’єднаної робітничої партії. Партії, що походили з колишніх PZPR і ZSL, сприймалися як такі, що мають компетентний і добре підготовлений персонал і раціональну соціально-економічну програму  . 10 серпня завершився термін подання кандидатів у депутати. У виборах взяли участь 34 комісії

## Підсумки голосування та результати виборів до Сейму 2-го скликання
Явка на виборах до Сейму склала 52,13% і була вищою, ніж явка на попередніх парламентських виборах, але також значно нижчою, ніж у першому турі виборів 1989 року. Найнижча явка зафіксована на території колишнього з’їзду, а найбільша – на території колишньої Галичини.

## Результати виборів до Сейму Республіки Польща

Розподіл місць
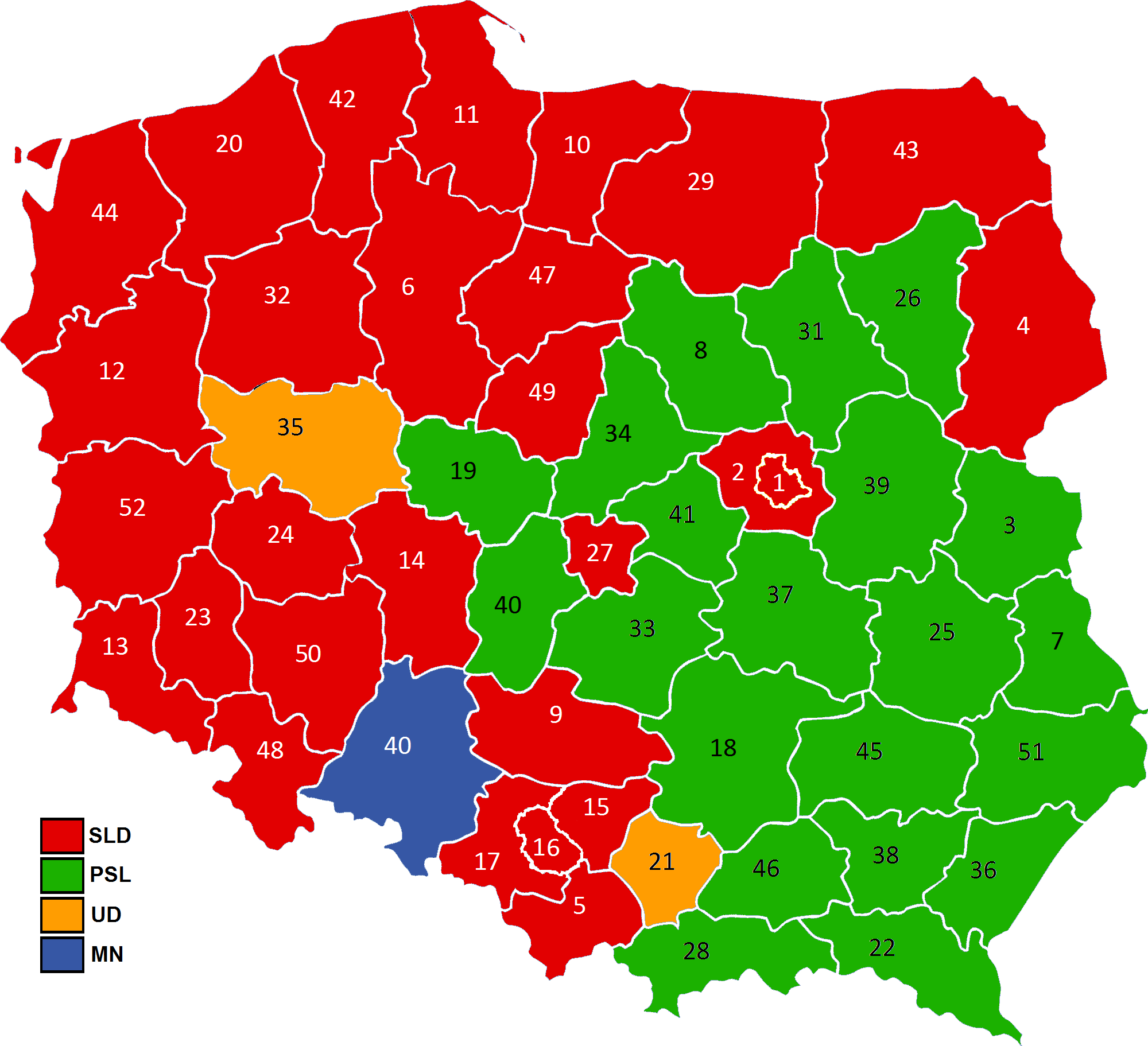
Перемагають виборчі комісії в округах
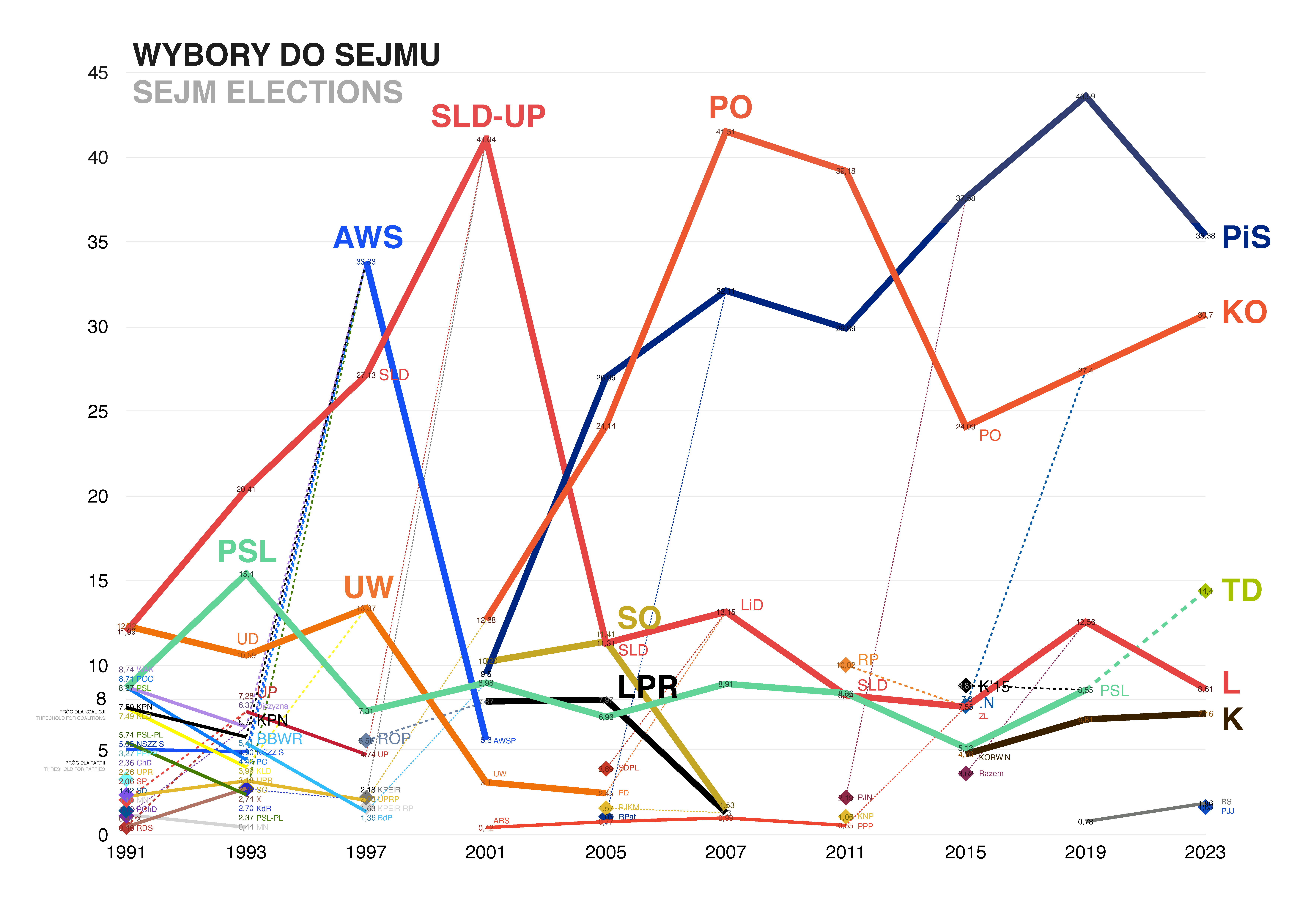
Результати виборів до Сейму 1991–2019
Переможці в окремих округах на виборах до Сейму Республіки Польща

## Результати виборів до Сенату Республіки Польща

Розподіл місць
Переможці в окремих округах на виборах до Сенату Республіки Польща

## Наслідки виборів
Найбільшу підтримку в країні отримав Демократичний лівий альянс. Найбільший приріст голосів коаліція зафіксувала в таких містах, як Сосновець, Лодзь, Піла, Влоцлавек і Легніца. Перевага групи не дозволила сформувати уряд. Внаслідок запровадження бар’єрних бар’єрів до парламенту потрапила значно менша кількість партій, ніж після виборів 1991 року (4 476 901 з тих, хто пішов голосувати, залишилися без представництва в Сеймі). Після коаліційних переговорів SLD відмовилася від висунення свого кандидата на пост прем'єр-міністра. Коаліція повідомила президента Леха Валенсу, що Вальдемар Павляк з PSL стане прем'єр-міністром. Зважаючи на велику перевагу коаліції SLD-PSL, президент втратив можливість впливати на уряд і призначив уряд Вальдемара Павляка.